# Ryan Dolan
Ryan Dolan er en irsk sanger som repræsentere Irland til Eurovision Song Contest 2013 i Malmø, Sverige med sangen "Only Love Survives".